# Philodromus molarius
Philodromus molarius es una especie de araña cangrejo del género Philodromus, familia Philodromidae. Fue descrita científicamente por L. Koch en 1879.

## Distribución
Esta especie se encuentra en Kazajistán.